# HMS Captain (1787)
HMS Captain (Корабль Его Величества «Кэптен») — 74-пушечный линейный корабль третьего ранга. Третий корабль Королевского флота, названный HMS Captain. Четвертый линейный корабль типа Canada. Заложен в мае 1784 года. Спущен на воду 26 ноября 1787 года на верфи в Лаймхаусе . Относился к так называемым «обычным 74-пушечным кораблям», нёс на верхней орудийной палубе 18-фунтовые пушки. Принимал участие во многих сражениях периода французских революционных и наполеоновских войн, в 1799 году переведён на рейдовую службу. Сгорел и затонул в 1813 году в результате пожара; в том же году был поднят и разобран.

## Служба
В начале французских революционных войн, он был частью средиземноморского флота, который в 1793 году находился в Тулоне по 
приглашению роялистов, но был вынужден покинуть город после нападения революционных войск под предводительством капитана Наполеона Бонапарта, который здесь положил начало своей блестящей карьере.
9 марта 1795 года Captain под командованием капитана Самуэля Рива вместе со средиземноморским флотом отплыл из Ливорно 
встретив французский флот на следующий день. На рассвете 13 марта адмирал Уильям Хотэм поднял сигнал общей погони, которая завершилась на следующий день захватом Ca-Ira и Censeur, и два флота разошлись в противоположных направлениях .
8 июля 1795 года флот стал на якоре в заливе Сан-Фьоренцо. Когда были получены сведения, что французский флот находится 
неподалеку, британцы бросились в погоню. Противник был обнаружен 13 июля, был отдан приказ для общей погони, но бой 
закончился с неопределенным результатом, французы потеряли только один 74-пушечный корабль. В результате на адмирала Уильяма 
Хотэма обрушилась волна критики и, возможно, именно поэтому 1 ноября 1795 он был смещен со своего поста .
В июне 1796 года адмирал сэр Джон Джервис перевел капитана Горацио Нельсона с HMS Agamemnon на Captain. Джервис назначил Нельсона коммодором эскадры, которая была отправлена в Ливорно во время похода Наполеона через северную Италию.
В сентябре 1796 года Гилберт Эллиот, британский вице-король Англо-Корсиканского королевства, решил что необходимо захватить 
остров Капрая, который принадлежал генуэзцам и который использовался в качестве базы для каперов. Эллиот послал Нельсона с 
Captain, вместе с транспортами Gorgon, Vanneau, куттером Rose, и войсками 51-го пехотного полка, чтобы выполнить поставленную задачу в сентябре. Во время путешествия эскадры к острову к ней присоединился 38-пушечный фрегат Minerva. Войска высадились 18 сентября 1796 года и остров немедленно сдался. В том же месяце Нельсон руководил британской эвакуацией с Корсики.
В феврале 1797 года Нельсон присоединился к флоту Джервиса в 25 милях к западу от мыса Сент-Винсент в юго-западной 
оконечности Португалии, незадолго перед перехватом испанского флота 14 февраля. Сражение у мыса Сент-Винсент прославило имена Джервиса и Нельсона. Джервис был награждён титулом графа Сент-Винсента, а Нельсон был награждён орденом Бани за свои инициативу и смелость.

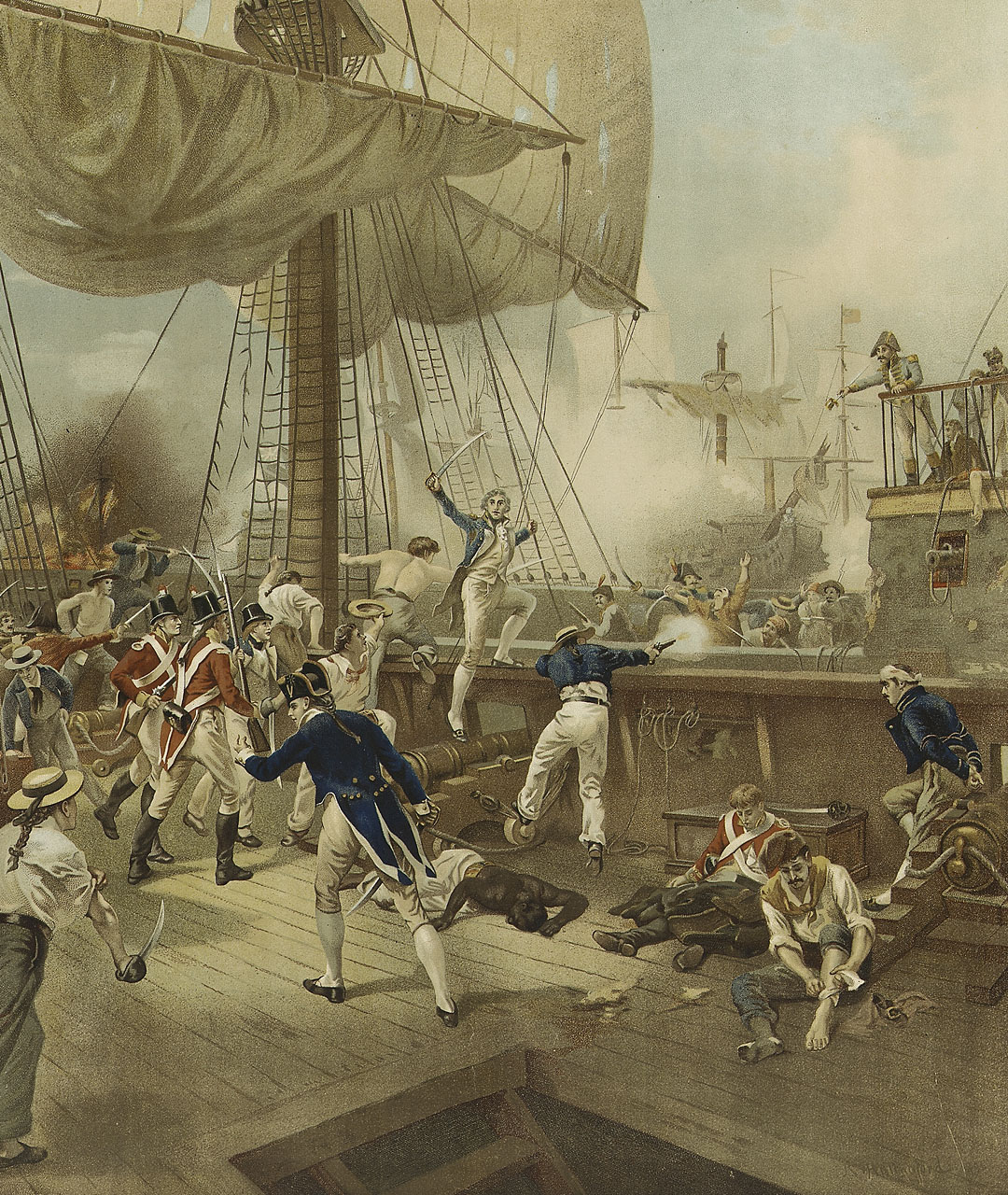
Нельсон призывает своих людей атаковать San Nicolas

Нельсон понял, что ведущие испанские корабли могут уйти от англичан, и скомандовал капитану Миллеру ворочать фордевинд, 
выйти из линии, и атаковать испанские корабли, составлявшие центр наветренного дивизиона. Captain начал перестрелку с испанским флагманом, Сантисима Тринидад, который был вооружен 136 пушками на четырех палубах. Позже Captain вплотную подошел в 80-пушечному San Nicolas, когда испанский корабль, пытаясь избежать разрушительных залпов Excellent, столкнулся с другим испанским судном, 112-пушечным San Josef. Captain к тому времени стал практически неуправляемым, и у Нельсона не оставалось другого выбора, кроме как попытаться взять испанцев на абордаж. Подойдя вплотную к San Nicolas абордажная команда Нельсона атаковала его, и, после того как испанский корабль сдался, перебралась с него на второй корабль, San Josef, который вскоре тоже капитулировал .
Captain оказался наиболее поврежденным из британских кораблей, так как дольше всех находился в самом центре сражения. Он вернулся на службу после ремонта и 6 мая 1799 года отправился в Средиземное море, где он присоединился к эскадре под командованием капитана Джона Маркхэма.
После сражения при Александрии, эскадра под командованием контр-адмирала Жана-Батиста Перре, состоящая из четырех фрегатов (40-пушечного Junon, 36-пушечного Alceste, 32-пушечного Courageuse, 18-пушечного Salamine) и брига Alerte бежал в Геную . 17 июня 1799 года французская эскадра, все еще под руководством Перре, была на пути из Яффы в Тулон, когда она столкнулась с английской эскадрой под командованием Джона Маркхэма на Centaur . В ходе последовавшего сражения 18 июня 1799 года, англичане захватили всю французскую эскадру, при этом Captain захватил Alerte. Маркхэм описал Alerte как 14-пушечный бриг с экипажем в 120 человек, под командованием лейтенанта Дюмея .
25 августа 1800 года Captain принял участие в экспедиции к Ферролю на побережье Испании. Британские войска не встретив сопротивления высадились на небольшом пляже в районе мыса Приор. На рассвете 26 августа было отбито нападение большого испанского отряда. Эта победа, достигнутая со сравнительно небольшими потерями (16 убитых и 68 раненых), дала британцам возможность полностью овладеть высотами Брион и Балон, которые господствовали над городом и гаванью Ферроля. Однако британцы пришли к выводу, что город слишком хорошо укреплен и потому решили отказаться от нападения. В тот же вечер войска вернулись обратно к своим судам .
В ночь с 29 на 30 августа 1800 года корабельные шлюпки с London, Renown, Courageux и Captain у мыса Виго атаковали 18-пушечный французский капер Guepe. Французы оказали ожесточенное сопротивление, но потеряв 25 человек убитыми и 40 ранеными через 15 минут были вынуждены сдаться. Британцы потеряли 4 человека убитыми и 20 ранеными .
17 ноября 1800 года Captain, под командованием капитана Ричарда Джона Стрэчена вместе с 32-пушечным фрегатом Magicienne, куттером Nile и люгером Soworrow, крейсировали возле входа в гавань Морбиана, чтобы перехватить французский конвой, когда обнаружили французский 20-пушечный корвет Réolaise коммодора конвоя, который попытался укрыться под защитой береговых батарей. Nile помешал корвету достичь северного берега, и тот двинулся  в порт Навало, где он сел на мель и сдался. Британцы направили шлюпки с Magicienne, чтобы снять с мели или уничтожить корвет, но Réolaise подял флаг и паруса, обстрелял лодки и двинулся дальше в порт. Тогда Ричард Стрэчен послал шлюпки своей маленькой эскадры, под командованием лейтенанта Уильяма Хеннаха, чтобы захватить или уничтожить корвет. Несмотря на сильный огонь береговых батарей, Réolaise был взят на абордаж и уничтожен. При этом один британский моряк погиб и семь получили ранения .
26 июля 1807 года в составе флотилии из 38 судов Captain отплыл в Копенгаген. В августе-сентябре принял участие в осаде и бомбардировке Копенгагена .
В январе-феврале 1809 года Captain, под командованием капитана Джеймса Вуда вместе с эскадрой под командованием 
контр-адмирала сэра Александра Кокрейна принял участие в экспедиции на Мартинику. Британские войска высадились на остров, и после серии сражений гарнизон острова капитулировал, а Мартиника перешла под контроль англичан .
В том же году Captain был переведен на службу в гавани. В 1813 году, после того как корабль был переделан в блокшив, на его борту начался пожар. Когда стало ясно что пожар, который начался в кубрике, потушить не удастся, судно было отбуксировано на 
безопасное расстояние от других судов, чтобы оно могло спокойно сгореть. Тем не менее был отдан приказ затопить корабль. 
Корабли в гавани открыли по нему огонь из своих карронад, обстрел продолжался целый час. После того, как корабль выгорел до 
ватерлинии, он наконец затонул. Два человека погибли при пожаре . Затонувшее судно было поднято в июле 
1813 года и разобрано в Плимуте .